# Gertrud Lutz-Fankhauser
Gertrud Lutz-Fankhauser (* 7. März 1911 in Rechthalten; † 29. Juni 1995 in Burgdorf BE) war eine humanitäre Schweizer Aktivistin und UNICEF-Vizepräsidentin.

## Leben
Gertrud Lutz, die Tochter eines Käsers, absolvierte nach dem Studium an den Handelsschulen in Bern und Fribourg ein Praktikum in England. 1930 wanderte sie in die USA aus. Von 1931 bis 1934 arbeitete sie als Büroangestellte am Schweizer Konsulat in St. Louis (Missouri), wo sie ihren späteren Mann, Carl Lutz, kennenlernte. Sie kehrten gemeinsam in die Schweiz zurück und heirateten im Januar 1935 in Bern. Anschliessend reisten sie nach Jaffa in Palästina, wo Carl Lutz als Konsularbeamter angestellt wurde. Gertrud Lutz arbeitete als unbezahlte Bürokraft. 1937 übersiedelte das Ehepaar nach Tel Aviv, wo es den Bürgerkrieg zwischen Palästinensern und jüdischen Einwanderern erlebte. Nach Ausbruch des Zweiten Weltkriegs im September 1939 übernahm Carl Lutz die diplomatische Vertretung der Interessen des «Dritten Reichs». Gertrud Lutz sorgte für die deutschen Frauen, Kinder und ältere Leute, die in den Sammellagern und Gefängnissen interniert wurden. In der Zusammenarbeit mit der britischen Verwaltung engagierte sie sich für die deutschen Internierten auch nach der Abreise ihres Mannes im Herbst 1940. Sie blieb noch bis Oktober 1941 alleine in Palästina.
Von Januar 1942 bis zum Frühling 1945 lebte Gertrud Lutz mit ihrem Mann in Budapest, wo Carl Lutz als der Leiter der Abteilung für fremde Interessen an der Schweizer Gesandtschaft tätig war. Er vertrat in dieser Funktion bis zu 14 Staaten, die sich im Kriegszustand mit Ungarn befanden, unter anderem Grossbritannien mit allen Dominien und palästinensischem Mandatsgebiet. So konnte Lutz bis zur nationalsozialistischen Okkupation Ungarns am 19. März 1944 etwa 5000 Auswanderungsvisa nach Palästina für die jüdische Bevölkerung und ab Sommer 1944 die sogenannten kollektiven Schutzpässe und Schutzbriefe ausstellen. Gertrud Lutz beteiligte sich an den Rettungsaktionen von über 62'000 verfolgten Juden.
Während der sowjetischen Blockade von Budapest zwischen Ende Dezember 1944 und Mitte Februar 1945 sorgte Gertrud Lutz für mehr als 50 Menschen, die sich im Keller des Schweizer Konsulats versteckt hielten. Anfang April 1945 durften die Eheleute Lutz mit anderen Diplomaten in die Schweiz abreisen, Carl Lutz trennte sich von seiner Frau und liess sich 1946 scheiden, um nochmals heiraten zu können.
Gertrud Lutz konnte dank ihrer Erfahrungen aus Palästina und Budapest in die Kinderhilfe einsteigen. Von 1946 bis 1948 arbeitete sie als Delegierte der Schweizer Spende in Jugoslawien, Finnland und Polen. 1949–1950 leitete sie die Delegation der neu gegründeten UNICEF in Polen. Eine enorm erfolgreiche Zeit verbrachte sie in Brasilien, wo sie 1951–1964 die UNICEF-Mission leitete. 1965–1966 wirkte sie in der Türkei, bevor sie nach Paris, als Vizepräsidentin und Direktorin der UNICEF für Europa und Nordafrika berufen wurde.
Während des Biafrakriegs 1968–1970 verlegte Gertrud Lutz ihren Arbeitsplatz nach Genf, um mit anderen Hilfswerken enger zusammenarbeiten zu können. Sie betreuten etwa eine Million bedrohte Kinder und halfen in Nigeria auch während der Nachkriegszeit weiter. Gertrud blieb der Pariser Zentrale auch nach ihrer Pensionierung 1971 verbunden.
Im «Unruhestand», wie sie ihre späteren Jahre nannte, stieg sie zuerst in die politische Tätigkeit ein und übernahm in ihrem Wohnort Zollikofen 1972–1973 die Verantwortung für die Schulpflege – als die erste Gemeinderätin im Berner Kanton. Aus dem politischen Leben musste sie sich wegen ihrer Verpflichtungen bei der UNICEF zurückziehen. Sie war bis 1988 Komiteemitglied der UNICEF, die sie auch während der internationalen Konferenzen vertrat.

## Werk
Gertrud Lutz war mehr als 50 Jahre in der humanitären Hilfe tätig, oft als einzige Frau in Männergremien. Als Delegierte der Schweizer Spende und von UNICEF rettete sie kriegsgeschädigte und benachteiligte Kinder vor dem Hungertod, organisierte Speisungs- und Erholungsprogramme für kranke Kinder und Jugendliche. Sie gründete Kinder- und Mütterheime, sowie Gesundheitszentren, schulte Pflegepersonal, sammelte Geld für ihre karitativen Aktionen mit der Vortragstätigkeit und unterstützte die Frauenbewegung in Europa und Afrika.
Verbunden blieb sie auch ihren Mitarbeitenden aus der Budapester Zeit und sorgte für die Anerkennung ihres Engagements während der Judenrettung. Intensiv setzte sich Gertrud Lutz für die Bücher- und Filmprojekte über Carl Lutz ein sowie für die Verarbeitung seines Nachlasses, den sie ins Archiv für die Zeitgeschichte ETH Zürich brachte. Ihr eigener Nachlass befindet sich in der Gosteli-Stiftung in Worblaufen BE.

## Hommage
2018 wurde im Bundeshaus ein Sitzungsraum «Carl Lutz» eingeweiht. Es steht auf der Gedenktafel: «Dieser Raum ist allen Mitarbeiterinnen und Mitarbeitern des Departements gewidmet, die wie Carl Lutz, Harald Feller, Gertrud Lutz-Fankhauser, Ernst Vonrufs und Peter Zürcher 1944–1945 in Budapest eine grosse Menschlichkeit bewiesen haben, die uns ein Ansporn sein muss.»

## Auszeichnungen
- 1960–1985: Ehrenbürgerin der brasilianischen Bundesstaaten Mato Grosso und Goiás; es wurden nach ihr etliche Kinder- und Mütterheime sowie Gesundheitszentren benannt.
- 1978: Gerechte unter den Völkern der Holocaust-Gedenkstätte Yad Vashem
- 1988: Ehrenmitglied der UNICEF